# Maçka (district)
Maçka is een Turks district in de provincie Trabzon en telt 24.832 inwoners (2007). Het district heeft een oppervlakte van 968 km². Hoofdplaats is Maçka. Het district is dicht bebost en bergachtig. Het wordt bewoond door Turks- en Griekssprekende pastorale nomaden. Het Sümelaklooster is een van de belangrijkste trekpleisters van het district.
De bevolkingsontwikkeling van het district is weergegeven in onderstaande tabel.
| 1997   | 2000   | 2007   |
| ------ | ------ | ------ |
| 41.439 | 42.557 | 24.832 |

## Galerij

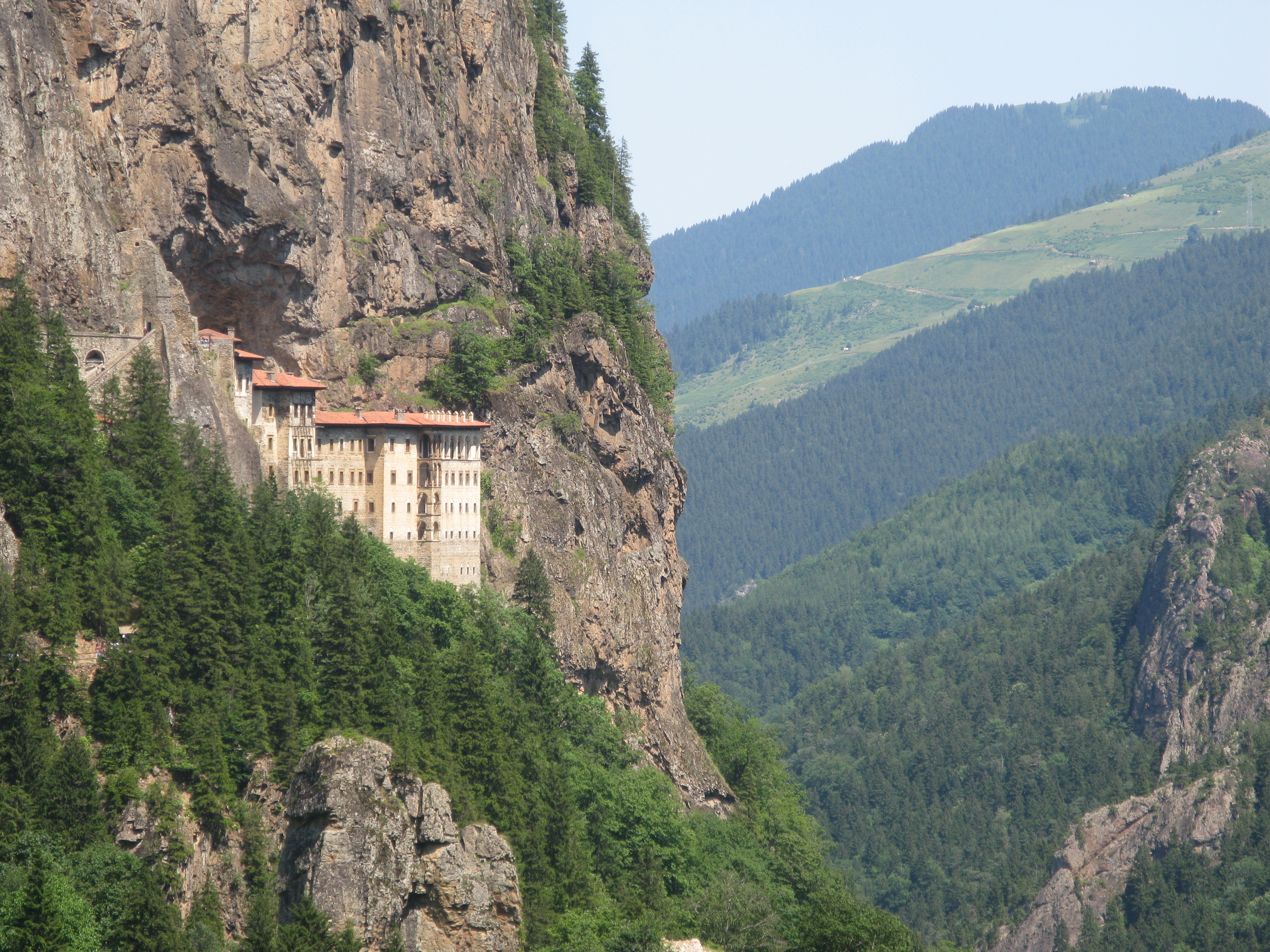
Het Sümelaklooster in het district Maçka
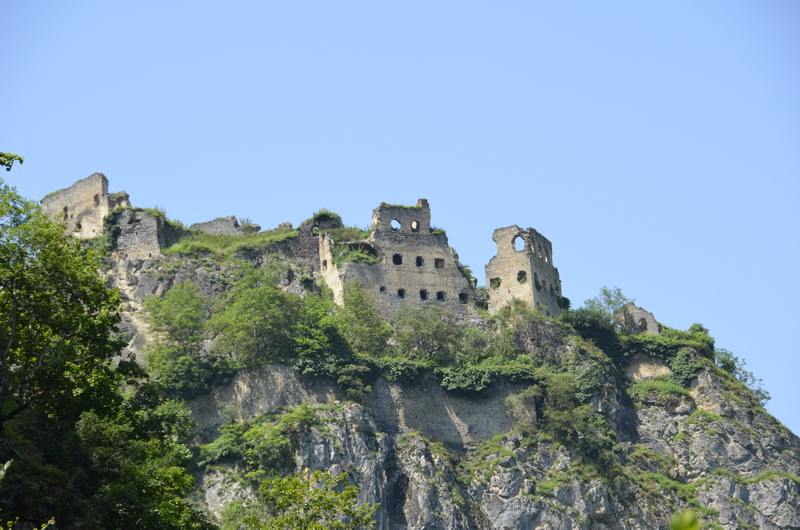
De ruïnes van het Kustulklooster bij het dorpje Şimşirli
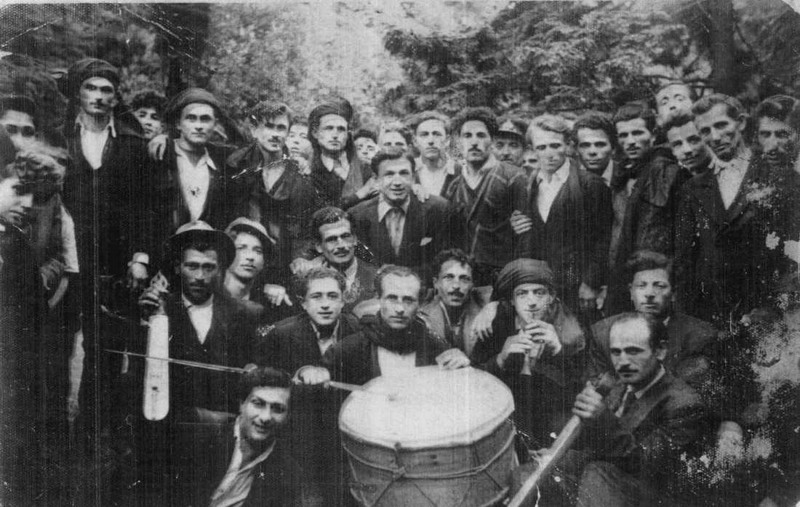
Muzikanten uit Maçka, jaren 50
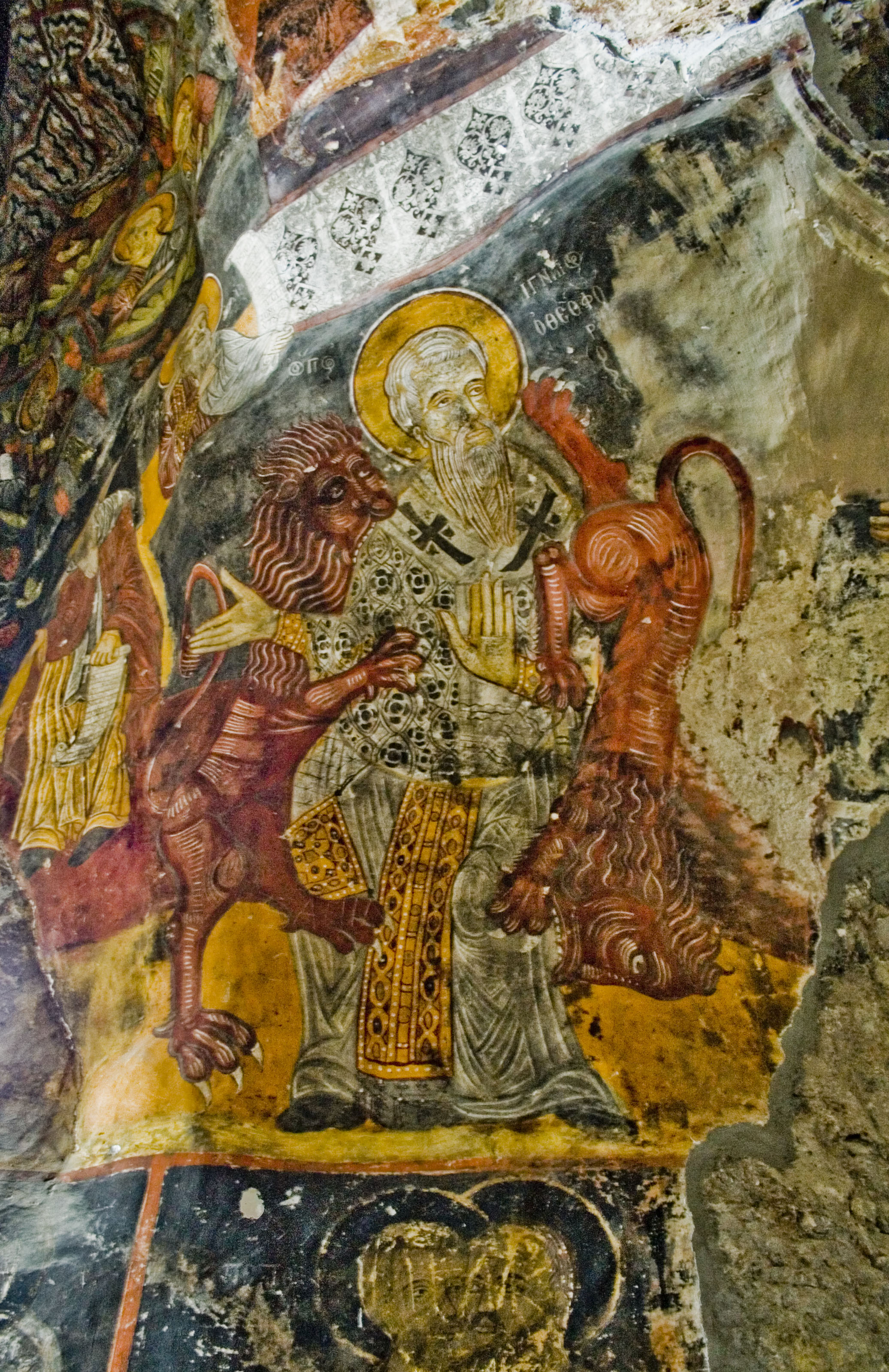
Fresco in het Sumelaklooster